# Маринко Роквић
Маринко Роквић (Колунић код Босанског Петровца, 27. јануар 1954 — Београд, 6. новембар 2021) био је српски певач. Каријеру је започео 1974. године и снимио двадесет један студијски албум, неколико сингл-плоча и велики број хитова: Скитница, Свађалице моја мала, Потражићу очи зеленије, Занела ме светла великог града, Поломио ветар гране, Да волим другу не могу, Једина моја, Ти за љубав ниси рођена, Љубав стара срце пара, Три у једној.

## Биографија
Рођен је 27. јануара 1954. године у Босанском Петровцу, од оца Драге из Колунића и мајке Босе Мркић из Меденог Поља. Одрастао је у Колунићу, у засеоку Бујаднице. Маринко и његов брат Душан од малих ногу су показивали интересовање за музику и свирали хармонику. Поред музике, Маринко је волео и да тренира фудбал. По завршетку основне школе дошао је у Београд, у жељи да упише музичку школу. Међутим, сва места су била попуњена, осим на одсеку за кларинет, али се Маринко ипак одлучио за електротехничку школу и учланио се у културно-уметничко друштво "Никола Тесла" у ком је певао.
Прву плочу снимио је 1974. године, за загребачки Сузи, а исте године за Сузи издаје и плочу са Групом Делије, у којој је, поред њега, наступао и Ера Ојданић. Године 1977. имао је веома запажен наступ на фестивалу Илиџа, на ком је певао песму композитора Будимира Буце Јовановића Момак весељак, 1978. на истом фестивалу наступио је са песмом Занела ме светла великога града, а онда и 1980. са песмом Снегови бели опет веју, која је постала велики хит. Следећи велики хит била је песма Да волим другу не могу, која је продата у тиражу од 600.000 примерака. Уследили су хитови: Потражићу очи зеленије, Једина моја, Свађалице моја мала, Само ме потражи, Пусти ме да је видим, И пијан и трезан за тебе сам везан, Подели са мном добро и зло, Замириши на бразду, Љубав стара срце пара, Поломио ветар гране, И кад ме сви забораве, Колиба, ил' двор, Тебе нема, Ко украде ноћи боје, Јелена, Ти за љубав ниси рођена, Право на љубав, Скитница, Три у једној, Гатара. Такође, снимио је и албум са севдалинкама, као и трајне снимке за Радио Београд.
Појавио се у серији Камионџије опет возе из 1983. године, у којој је отпевао песму Дивне имам комшинице.
Његови синови Никола и Марко такође су популарни певачи српске поп-фолк музике.
Концертом у београдском центру Сава, 2015. године обележио је четрдесет година каријере. Добитник је Естрадно-музичке награде Србије за животно дело (2019. године) коју додељује Савез естрадно-музичких уметника Србије.
Преминуо је 6. новембра 2021. године, у Београду, после краће болести. Сахрањен је пет дана касније на Новом бежанијском гробљу.

## Награде и признања
- Естрадно-музичка награда Србије за животно дело, 2019.
- Плакета "Златна лира" за изузетна и незаборавна вокална остварења, 2014.
- Постхумно додељена награда за најуспешнијег интерпретатора свих одржаних фестивала Моравски бисери, 2022

## Дискографија
Током своје вишедеценијске каријере снимио је двадесет један албум, десетак сингл-плоча и неколико компилација.

### Сингл плоче
- Кажите ми добри људи (1974)
- У неком граду ко зна ком (1974)
- Ти си моја богиња (1975)
- Живиш са мном у мислима мајко (1975)
- Зашто ниси жена без прошлости (1976)
- Момак весељак (1977)
- Ти ниси дошла (1978)
- Пара немам да бих вино пио (1978)
- Кажи зашто ме остави (1979)
- Снегови бели опет веју (1980)

### Албуми
- Ружа (1981)
- Прва љубав (1982)
- Да волим другу не могу (1983)
- Како да дођем на свадбу твоју (1984)
- Само ме потражи (1985)
- Подели са мном добро и зло (1986)
- У теби љубав будућу видим (1987)
- Љубав стара срцe пара (1988)
- Живела ти мени (1989)
- После тебе (1992)
- Нисмо ми анђели (1994)
- Збогом жено невернице лепа (1995)
- Што ниси туђа (1996)
- Сунце и зора (1998)
- Рођена си да би била моја (2000)
- Право на љубав (2001)
- Скитница (2003)
- Гатара (2008)

### Компилације
- Највећи хитови (1986)
- Највећи хитови (2002)
- Ово је моја кућа (Записано у времену) - троструки цд (2017)

### Синглови
- 2010. Машала
- 2010. Салаши
- 2013. К'о олуја
- 2015. Понос
- 2016. Што си мени, теби нисам ја
- 2016. Прстен
- 2019. Права жена
- 2022. Те ноћи кад умрем

## Фестивали
- 1977. Илиџа - Момак весељак
- 1978. Илиџа - Занела ме светла великога града
- 1978. Хит парада - Ти ниси дошла
- 1979. Хит парада - Кажи, зашто ме остави
- 1980. Илиџа - Снегови бели опет веју
- 1980. Хит парада - Сретосмо се на раскршћу туге
- 1982. Илиџа - Одлази једно лето
- 1982. Хит парада - На раскршћу
- 1983. Хит парада - Да волим другу не могу
- 1984. Хит парада - Како да дођем на свадбу твоју
- 1984. МЕСАМ - Потражићу очи нешто зеленије
- 1985. Хит парада - Свађалице моја мала
- 1985. Посело 202 - Свађалице моја мала, песма године
- 1986. Хит парада - И пијан, и трезан, за тебе сам везан
- 1986. Посело године 202 - Свађалице моја мала
- 1986. МЕСАМ - У теби љубав будућу видим
- 1987. Млава пева јулу, Велико Лаоле - Песма о хајдук Вељку
- 1988. МЕСАМ - Љубав стара, срце пара
- 1989. Хит парада - Љубав стара, срце пара
- 1989. МЕСАМ - Не дао ти Бог
- 1992. Хит парада - После тебе
- 1993. Моравски бисери - Преварено срце моје
- 1994. Моравски бисери - Дође време
- 1995. Моравски бисери - Прокоцкаћу остатак живота, прва награда стручног жирија за интерпретацију
- 1996. Моравски бисери - Остарићу мислећи на тебе
- 1996. МЕСАМ - Где је јелек, антерија
- 1998. Моравски бисери - Опрости ми жено
- 1998. Бања Лука - Рођен сам тамо (Вече народне музике)
- 2006. Гранд фестивал - Живот мој
- 2013. Моравски бисери - Живот ти је чудна прича, 1. награда жирија и 1. награда публике
- 2013. Илиџа — Занела ме светла великога града / Снегови бели опет веју (Вече Све љепоте Илиџанских фестивала)
- 2014. Лира, Београд - Скитница / Једина моја (Гост ревијалног дела фестивала)
- 2019. Сабор народне музике Србије, Београд - Гост ревијалног дела фестивала
- 2020. Сабор народне музике Србије, Београд - Гост четврте такмичарске вечери фестивала и добитник Награде националног естрадно - музичког уметника Србије